# Air Leisure
A Air Leisure, antiga Air Memphis, é uma companhia aérea de fretamento de voos com base no Aeroporto Internacional do Cairo, situado na capital egipciana. Ele conecta várias cidades asiáticas, principalmente chinesas, com destinos a pontos turísticos egipcianos.

## História
A companhia aérea Air Memphis foi criada em agosto de 1995 e iniciou suas operações em março de 1996, e possuía filiais em Sharm el-Sheikh, Hurghada, Luxor, Assuã e Abul-Simbel.
Em 2013, a companhia foi adquirida e iniciou novas operações sob o nome de Air Leisure, operando voos com destinos no norte e nordeste da África, no Oriente Médio e na Europa, com uma frota de MD-83 transferidos da antiga companhia.
Em dezembro de 2014, ela adquiriu a primeira de três aeronaves Airbus A340-200, que anteriormente eram operadas pela Egyptair. Essa aquisição levou a companhia aérea a ser a única operadora desta aeronave no mundo. Em 2017, no entanto, os Airbus A340-200 foram substituídos pelo Airbus A330-200, um modelo mais novo e mais eficiente no consumo de combustível.
Em fevereiro de 2016, foi anunciado que a companhia aérea havia assinado uma carta de intenções com a Sukhoi Civil Aircraft para a compra de quatro aeronaves Sukhoi Superjet 100, com opção para mais seis. Em dezembro do mesmo ano, ela adquiriu três Airbus A330 anteriormente operados pela Emirates. Essas aeronaves foram usadas para substituir a frota de A340. A primeira aeronave chegou ao Cairo em 27 de dezembro.
Em 22 de outubro de 2018, foi anunciado que a Air Leisure suspenderia as suas operações.

## Frotas

### Corrente
A partir de agosto de 2017 e até a data da suspensão das atividades, a frota da Air Leisure consistia nas seguintes aeronaves:
| Aeronave            | Em serviço | Ordens | Passageiros  | Passageiros  | Passageiros  | Passageiros  | Notas |  |
| Aeronave            | Em serviço | Ordens | P            | C            | E            | Total        | Notas |  |
| ------------------- | ---------- | ------ | ------------ | ------------ | ------------ | ------------ | ----- |  |
| Airbus A330-200     | 3          | —      | 12           | 42           | 183          | 237          |       |  |
| Sukhoi Superjet 100 | —          | 4      | por anunciar | por anunciar | por anunciar | por anunciar |       |  |
| Total               | 3          | 4      |              |              |              |              |       |  |

### Antigas
- Airbus A340-200[8]
- McDonnell Douglas MD-83[1]